# Gaoqing Lu
Gaoqing Lu (chiń. 高青路站站) – stacja metra w Szanghaju, na linii 6. Zlokalizowana jest pomiędzy stacjami Dongming Lu i Huaxia Xi Lu. Została otwarta 29 grudnia 2007.